# Monty Dumond
Pour les articles homonymes, voir Dumond.
Pas d'image ? Cliquez ici

a Compétitions nationales et continentales officielles uniquement.

Dernière mise à jour le 12 août 2019.
Godfried « Monty » Dumond, né le 20 août 1982 à Klerksdorp (Afrique du Sud), est un joueur sud-africain de rugby à XV, jouant principalement au poste de demi d'ouverture, plus rarement arrière voire ailier. Il a été sélectionné dans l’équipe sud-africaine des moins de 21 ans et a joué plusieurs saisons en Europe (Italie et France). 

## Palmarès
- Natal Sharks
  - Vainqueur de la Currie Cup en 2008